# Fagerhults kapell
Fagerhults kapell är en kyrkobyggnad sedan 2002 i Naverstad-Mo församling (tidigare Naverstads församling) i Göteborgs stift. Den ligger i Tanums kommun.

## Kapellet
Kapellet uppfördes 1919-1921 helt på frivillig väg av en kapellbyggnadsförening. Men först 1925 ägde invigningen rum. 
Kapellet är uppförd i vitmålat trä efter ritningar av Albin och Carl Wilhelm Gustavsson i Borås. I öster ligger huvudingången, i väster finns koret och i söder finns en utbyggd sakristia. Byggnaden har ett mycket högt sadetak och över västfasaden en takryttare med hög, smäcker spira. Interiören är enkel och vitmålad. Byggnaden var i dåligt skick då den renoverades i början av 1990-talet. 

## Inventarier
- Orgeln tillverkades av Georg Holländer och installerades 1991.
- I takryttaren hänger en kyrkklocka som lär ha kommit från ett österrikiskt kloster. Den är försedd med inskriptioner och kom till kapellet 1922.